# Nive des Aldudes
Die Nive des Aldudes ist ein Fluss, der überwiegend in Frankreich im Département Pyrénées-Atlantiques in der Region Nouvelle-Aquitaine verläuft. Sie entspringt in den Pyrenäen, knapp auf spanischem Territorium, in der autonomen Provinz Navarra, erreicht im Gemeindegebiet von Urepel französisches Staatsgebiet, entwässert generell Richtung Nord bis Nordost durch das französische Baskenland und mündet nach rund 36 Kilometern im Gemeindegebiet von Saint-Martin-d’Arrossa als linker Nebenfluss in die Nive.

## Orte am Fluss
(Reihenfolge in Fließrichtung)
- Urepel
- Aldudes
- Banca
- Saint-Étienne-de-Baïgorry
- Saint-Martin-d’Arrossa